# 銀座 (企業)
株式会社銀座（ぎんざ、英: GINZA Corporation）は、日本の東京都品川区（愛知県瀬戸市より移転）に本社を置くパチンコ・パチスロメーカー。セガサミーグループに属する（サミー株式会社の連結子会社）。

## 概要
2005年10月にセガサミーホールディングスと資本提携し同社の連結子会社となったが、セガサミーホールディングスは2008年11月28日の取締役会で銀座との資本・業務提携を解消する旨の決議を行い、セガサミーが保有している銀座株式についても2009年3月末に銀座の伊藤二博社長に譲渡され、一旦提携を解消した。しかし2009年12月に再び同社の全株式をサミーが取得することが発表され、セガサミーグループに出戻る形となっている。
なお、旧銀座の開発スタッフはアビリット（後の高砂電子産業（再使用）→コナミアミューズメント）に移籍しており、その面影は近年のアビリット製品にも見ることが出来る。
サミー傘下に出戻った後は新機種の発表がなく、また唯一の生産拠点であった瀬戸工場も2010年6月に同じサミーグループのタイヨーエレックに売却しており（タイヨーエレック瀬戸工場自体も2016年3月に閉鎖）、事実上営業休止に近い状況となる。銀座ブランドでのパチンコ・パチスロの販売は「パチスロうる星やつら3」（2013年）が最後となり、以降は製造と演出開発（および保安通信協会への審査申請）のみを行い、サミーに販売を委託しているため、サミーブランドの機種としての扱いとなっている。これは、タイヨーエレック等の同業姉妹企業も同様の措置である。
2018年5月には本店所在地をサンシャイン60から住友不動産大崎ガーデンタワーオフィス棟へ移転。同年8月には本社所在地も住友不動産大崎ガーデンタワーオフィス棟へ移転。
パチンコ・パチスロ業界で唯一子供向けキャラクターを主体としたキャラクター著作権を有する企業のサンリオと関わりがあり、サンリオ版権を題材とした機種は、2021年現在に至るまで当社が開発したものしか存在しない。

## パチンコ機種一覧

### 旧要件機（主要機種）
- 2000年 - ブルース・リー
- 2002年 - CRブイブイ大行進（初のCR機）
- 2003年 - CRけろけろけろっぴ、CRセブンレイ（業界初のバイク型ハンドル）
- 2004年 - CRナンタ

### 2004年改正規則準拠機
| 機種名                           | 発売年月   | 備考                                                               |
| -------------------------------- | ---------- | ------------------------------------------------------------------ |
| CR満月の夜に昇天したい           | 2006年6月  | 初の新要件機、初のデジハネスペック発売                             |
| CR1・2の三四郎                   | 2006年8月  |                                                                    |
| CR寿司だニャン                   | 2006年11月 | たま確（大当たりラウンド中に役物で確変を抽選）搭載                 |
| CRマッハGOGOGO                   | 2007年3月  |                                                                    |
| CRラブラブオリーブ               | 2007年7月  |                                                                    |
| CRフランダースの犬と世界名作劇場 | 2008年2月  |                                                                    |
| CRGU-GUガンモ                    | 2008年10月 | Vデジ（デジパチ・羽根モノ混合タイプ）                              |
| CR桃太郎電鉄                     | 2009年1月  |                                                                    |
| CR三波春夫昭和伝説               | 2009年8月  |                                                                    |
| ぱちんこCR BLACK LAGOON3         | 2018年12月 | サミーブランドで販売、タイヨーエレック「CR BLACK LAGOON2」の後継機 |
| デジハネCRAぐるぐるダービー      | 2019年2月  | サミーブランドで販売                                               |
| ぱちんこCRどらきゅあ!            | 2019年5月  | サミーブランドで販売                                               |

## パチスロ機種一覧
| 機種名                    | 発売年月   | 備考                                                                             |
| ------------------------- | ---------- | -------------------------------------------------------------------------------- |
| 鬼浜爆走愚連隊            | 2005年3月  | 4号機、開発・製造はアビリット                                                    |
| ビジトジ                  | 2007年1月  | 初の5号機                                                                        |
| リングにかけろ1           | 2007年3月  |                                                                                  |
| パチスロうる星やつら      | 2007年5月  |                                                                                  |
| おり姫は告知がお好き      | 2007年9月  |                                                                                  |
| パチスロシティーハンター  | 2007年12月 |                                                                                  |
| パチスロナイトライダー    | 2008年4月  |                                                                                  |
| パチスロTHE BLUE HEARTS   | 2008年8月  |                                                                                  |
| 星羅はお告げがお好き      | 2008年11月 |                                                                                  |
| パチスロ宇宙刑事ギャバン  | 2009年2月  |                                                                                  |
| パチスロスクール☆ウォーズ | 2009年3月  |                                                                                  |
| 回胴黙示録カイジ3         | 2013年9月  | ロデオブランドで販売                                                             |
| パチスロうる星やつら3     | 2013年12月 | 銀座ブランド最後の機種                                                           |
| パチスロディスクアップ    | 2018年6月  | 5.9号機、サミーブランドで販売                                                    |
| A-SLOT DARTSLIVE          | 2019年2月  | 5.9号機、サミーブランドで販売 5号機初の4段リール、業界初・有効ラインを枠外に設定 |

## 事業所
- 本社（東京都品川区）
- 小山事業所（栃木県小山市）

かつて所在した事業所
- 瀬戸工場（愛知県瀬戸市） - 2010年6月にタイヨーエレックへ譲渡したが、サミー川越工場への生産機能の集約に伴い2016年3月に閉鎖。
- 狭山工場（埼玉県狭山市） - 後に閉鎖。